# Santarém (stad in Portugal)
Santarém is een plaats en gemeente in het Portugese district Santarém.
De gemeente heeft een totale oppervlakte van 562 km² en telde 58.671 inwoners in 2021.

## Geschiedenis
Julius Caesar noemde de plaats Scallabis Praesidium Iulium. Het werd gebruikt als administratief centrum voor de legioenen in de Romeinse provincie Hispania Lusitania.
In de lente van 714 werd de stad door Musa ibn Nusayr veroverd op de Visigoten. De moslims noemden de stad Xantarim of Shantarin (genoemd naar een 7de-eeuwse non Sint Iria uit Tomar). Raymond van Bourgondië, erfgenaam van Galicië, trok in 1093 Santarém en Lissabon binnen. De Almoraviden uit Marokko onder Sir ibn Abi Bakr heroverden de stad in 1110 en bedreigden de nieuwe christelijke vestigingen ten zuiden van de rivier de Mondego.
Van 1144 tot 1145 was de stad de onafhankelijke taifa Santarém.
De stad werd op 15 maart 1147 door koning Alfons I van Portugal met hulp van kruisridders uit Soure ingenomen. Volgens de overlevering vastgelegd in de expugnatione Scalabis, klommen in de nacht enkele mannen over de stadsmuur en openden vanuit de binnenkant de poorten. Vanuit militair oogpunt is de verovering van Santarém en later, in hetzelfde jaar, dat van Lissabon, cruciaal geweest voor de zogenaamde Reconquista van Portugal. In 1171 en 1181 doen de Almohaden uit Marokko een aanval op Santarém; zij omsingelen de stad, maar worden verslagen. In 1184 vallen de Almohaden met kalief Abu Yaqub Yusuf opnieuw Santarém aan, dat verdedigd werd door koning Alfons I van Portugal, die te hulp geschoten werd door Ferdinand II van León. De kalief stierf aan zijn verwondingen in Sevilla.
In 1190 belegerde kalief Abu Yusuf Yaqub al-Mansur de stad op Sancho I van Portugal die met hulp van Engelse kruisridders de stad wist te behouden.

## Bezienswaardigheden
° Santarém heeft een rijk religieus patrimonium:
°° de kathedraal van Nossa Senhora da Conceição (ook de igreja do Seminário of de Sé genoemd). 
Deze voormalige jezuïetenkerk is tegenwoordig de kathedraal van Santarém en heeft een in meerdere verdiepingen opgedeelde barokke gevel uit de 18e eeuw.
°° Igreja de Nossa Senhora de Marvila.
De kerk werd gesticht in de 12e eeuw na de herovering van de stad op de Moren in 1147. Ze werd herbouwd in de 16e eeuw. Ze heeft een manuelijns hoofdportaal. Binnen zijn alle muren bekleed met polychrome azulejos van de 17e eeuw. Dit leverde de kerk de benaming op van de 'kathedraal van de azulejos van de 17e eeuw van Portugal'. De meest vermeldenswaardige zijn de talrijke tableaus op de zijmuren die de vorm van een tapijt hebben en dateren uit 1620-1635.
°° Igreja de Santa Maria da Graça.
Deze gotische kerk (1380) gaat door voor de knapste kerk van de stad. In de voorgevel prijkt een fijn bewerkt flamboyant roosvenster dat uit één stuk steen is gesneden. De kerk (het hoofdportaal) heeft kenmerken van de gotiek fleuri die ook in het Klooster van Batalha worden aangetroffen. Binnen doet het schip cisterciënzers aan, puur en sober. Van de grafstenen is deze van Pedro Álvares Cabral, de ontdekker van Brazilië, vermeldenswaardig. De achterwand van de capela do Senhor dos Passos, die werd opgetrokken in 1535, is bekleed met een heel groot blauwwit tegeltableau.
°° Igreja de São João de Alporão.
In deze romaans-gotische kerk uit de 12e eeuw werd de archeologische afdeling van het Museu municipal ondergebracht. Men treft er azulejos aan evenals kapitelen, grafstenen, sarcofagen en grafmonumenten, inzonderheid dat van Duarte de Meneses, graaf van Viana do Alentejo (laatgotiek, 15e eeuw).
°° Igreja de Santa Maria da Alcáçova
Deze kerk werd gesticht in 1154 door de Tempeliers. Ze diende als koninklijke kapel tot 1834. Binnen valt de bekleding met stucwerk op. 
°° Igreja da Misericórdia, ook genoemd de Igreja de Nossa Senhora da Visitação.
Deze kerk werd in 1559 verwezenlijkt door de beroemde koninklijke architect Miguel de Arruda. Het is een hallenkerk die de overgang illustreert van renaissance naar maniërisme. In 1603 kon de broederschap Misericórdia de Santarém er officieel haar intrek nemen. Binnen is de Sala do Definitório (of Consistório) opgesmukt met neoklassieke olijfgroene en mangaanvioletkleurige azulejos.  
°° Igreja do Convento de Santa Clara.
Deze omvangrijke gotische kerk maakte deel uit van een 13e-eeuws klooster dat in 1906 werd gesloopt. Opvallend zijn het lange (72 m) en smalle middenschip en een mooi groot roosvenster in de portaalloze voorgevel.
°° Convento de São Francisco.
Het gotisch klooster werd in 1242 gesticht door koning Sancho II van Portugal. Het klooster vertoont ook manuelijnse, renaissance en maniëristische kenmerken. De kloosterkerk dateert uit de 14e eeuw. De kloostergang dateert uit de tweede helft van de 14e eeuw en uit de 15e eeuw. 
° Torre das Cabaças (of torre Fortificada of nog torre do Relógio) is een overblijfsel van de middeleeuwse stadsmuur. Het is een 22 m hoge manuelijnse klokkentoren uit de 16e eeuw die oorspronkelijk waarschijnlijk een minaret was.
° Jardim das Portas do Sol. Dit stadspark is omzoomd door de restanten van het oude moors kasteel, het Alcáçova waar ooit heftig om is gevochten (Inname van Santarém (1111)). De tuin biedt een prachtig uitzicht op de Taag en op het omliggende vruchtbare laagland van de Ribatejo. 
° Het terras van de miradouro (uitkijkpunt) de São Bento biedt eveneens het panorama op de Taag en de Ribatejo aan, alsook een uitzicht op de oude stad.
° Santarém kan ook prat gaan op enkele stemmige pleinen, zoals de praça Visc. Serra do Pilar (de voormalige praça Nova), dat is het plein waar de igreja de Marvila staat en het plein voor de kathedraal.
° de mercado municipal.
De buitenmuren en de hoofdingang van deze markthal zijn versierd met 55 azulejotegeltableaus uit het begin van de 20e eeuw. Ze stellen landelijke taferelen en activiteiten in de Ribatejo en monumenten van de stad voor.
° In Santarém zijn de azulejos heel dikwijls aanwezig. Benevens de reeds aangehaalde kerken (Santa Maria da Graça, igreja da Marvila, igreja da Misericórdia) en de mercado is het Estação Ferroviária (treinstation) eveneens gedecoreerd met tegeltableaus.

## Trivia
Samen met Vila Franca de Xira is Santarém de hoofdstad van de Portugese stierengevechten. Tijdens de grote feiras en de belangrijke touradas is het er erg druk.

## Plaatsen
- Abitureiras
- Abrã
- Achete
- Alcanede
- Alcanhões
- Almoster
- Amiais de Baixo
- Arneiro das Milhariças
- Azóia de Baixo
- Azóia de Cima
- Casével
- Gançaria
- Marvila (Santarém)
- Moçarria
- Pernes
- Pombalinho
- Póvoa da Isenta
- Póvoa de Santarém
- Romeira
- Santa Iria da Ribeira de Santarém (Santarém)
- São Nicolau (Santarém)
- São Salvador (Santarém)
- São Vicente do Paul
- Tremês
- Vale de Figueira
- Vale de Santarém
- Vaqueiros
- Várzea

## Geboren
- Ibn Sara (1043-1123), Arabische historicus en dichter
- Ibn Bassam (overleden in 1147), Arabische dichter
- Ferdinand van Portugal (1402-1443), heilige en prins
- Rui Silva (1977), middellangeafstandsloper
- Ana Moura (1979), fadozangeres
- Inês Henriques (1980), snelwandelaarster